# Charles Louis Joseph Vandame
Charles Louis Joseph Vandame SJ (* 4. Juni 1928 in Colombes) ist Alterzbischof von N’Djaména.

## Leben
Charles Louis Joseph Vandame trat der Ordensgemeinschaft der Jesuiten bei und empfing am 7. September 1960 die Priesterweihe. Johannes Paul II. ernannte ihn am 23. Mai 1981 zum Erzbischof von N’Djamena. 
Der Papst persönlich weihte ihn am 6. Januar des nächsten Jahres zum Bischof; Mitkonsekratoren waren Eduardo Martínez Somalo, Substitut des Staatssekretariates, und Lucas Moreira Neves OP, Sekretär der Kongregation für die Bischöfe.
Am 31. Juli 2003 nahm Papst Johannes Paul II. seinen altersbedingten Rücktritt an.